# Miconia longispicata
Miconia longispicata är en tvåhjärtbladig växtart som beskrevs av José Jéronimo Triana. Miconia longispicata ingår i släktet Miconia och familjen Melastomataceae. Inga underarter finns listade i Catalogue of Life.